# 동탄초등학교
동탄초등학교는 대한민국 경기도 화성시 오산동에 있는 공립 초등학교이다.

## 학교 연혁
| 1923년 | 10월 21일 | 동탄공립보통학교 개교(설립인가 6월 6일)             |
| 1938년 | 4월 1일   | 동탄공립심상소학교로 개칭                           |
| 1941년 | 4월 1일   | 동탄공립국민학교로 개칭                             |
| 1951년 | 4월 4일   | 화남국민학교 분리                                   |
| 1961년 | 3월 16일  | 신리분교장 개설                                     |
| 1982년 | 3월 5일   | 병설유치원 개원                                     |
| 1996년 | 3월 1일   | 동탄초등학교로 개칭                                 |
| 2015년 | 3월 1일   | 동탄2신도시 개발로 임시 휴교                        |
| 2017년 | 3월 1일   | 동탄초등학교 재개교, 제21대 이희주 교장 취임        |
| 2017년 | 3월 1일   | 16학급 편성(특수학급 1학급, 병설 유치원 3학급 포함) |

## 참고 자료
- 동탄초등학교 - 한국교육학술정보원 학교알리미